# Záluží (Vlastiboř)
Záluží (dříve Záluží u Vlastiboře, německy Salusch bei Wlastiborsch) je vesnice, část obce Vlastiboř v okrese Tábor v Jihočeském kraji. V roce 2011 zde trvale žilo 37 obyvatel.
Je to nejvýznamnější vesnice s výskytem selského baroka v oblasti nazývané Soběslavská Blata.[zdroj?] Je to soubor 25 obytných staveb okolo návsi s rybníkem, který dnes slouží jako protipožární nádrž. V jedné z budov – bývalé zálužské kovárně – je muzeum dějin tohoto řemesla, ve vedlejším domě expozice loutkářství a lidového života na Blatech. Kovárna je také chráněna jako kulturní a technická památka. Centrální část Záluží byla v roce 1995 vyhlášena vesnickou památkovou rezervací.

## Historie
První písemná zmínka o vesnici pochází z roku 1421.

## Obyvatelstvo
| Rok            | 1869 | 1880 | 1890 | 1900 | 1910 | 1921 | 1930 | 1950 | 1961 | 1970 | 1980 | 1991 | 2001 | 2011 | 2021 |
| -------------- | ---- | ---- | ---- | ---- | ---- | ---- | ---- | ---- | ---- | ---- | ---- | ---- | ---- | ---- | ---- |
| Počet obyvatel | 75   | 89   | 86   | 86   | 85   | 81   | 73   | 51   | 57   | 41   | 41   | 38   | 40   | 37   | 32   |
| Počet domů     | 12   | 12   | 12   | 12   | 12   | 11   | 11   | 11   | 11   | 9    | 9    | 10   | 11   | 12   | 12   |

## Obecní správa
Při sčítání lidu v letech 1850–1879 Záluží bylo osadou obce Vlastiboř v okrese Tábor. V letech 1880–1959 bylo samostatnou obcí, se kterým patřilo nejprve do okresu Tábor, ale v roce 1950 v okrese Soběslav. Od roku 1960 je opět částí obce Vlastiboř v okrese Tábor.

## Pamětihodnosti
- Kaplička
- Kovárna
- Usedlosti čp. 3, 4, 5, 6, 7, 8, 9, 11
- Výklenková kaplička u čp. 7
- Výklenková kaplička směrem k Vlastiboři
- Usedlost č.p. 12

## Fotogalerie

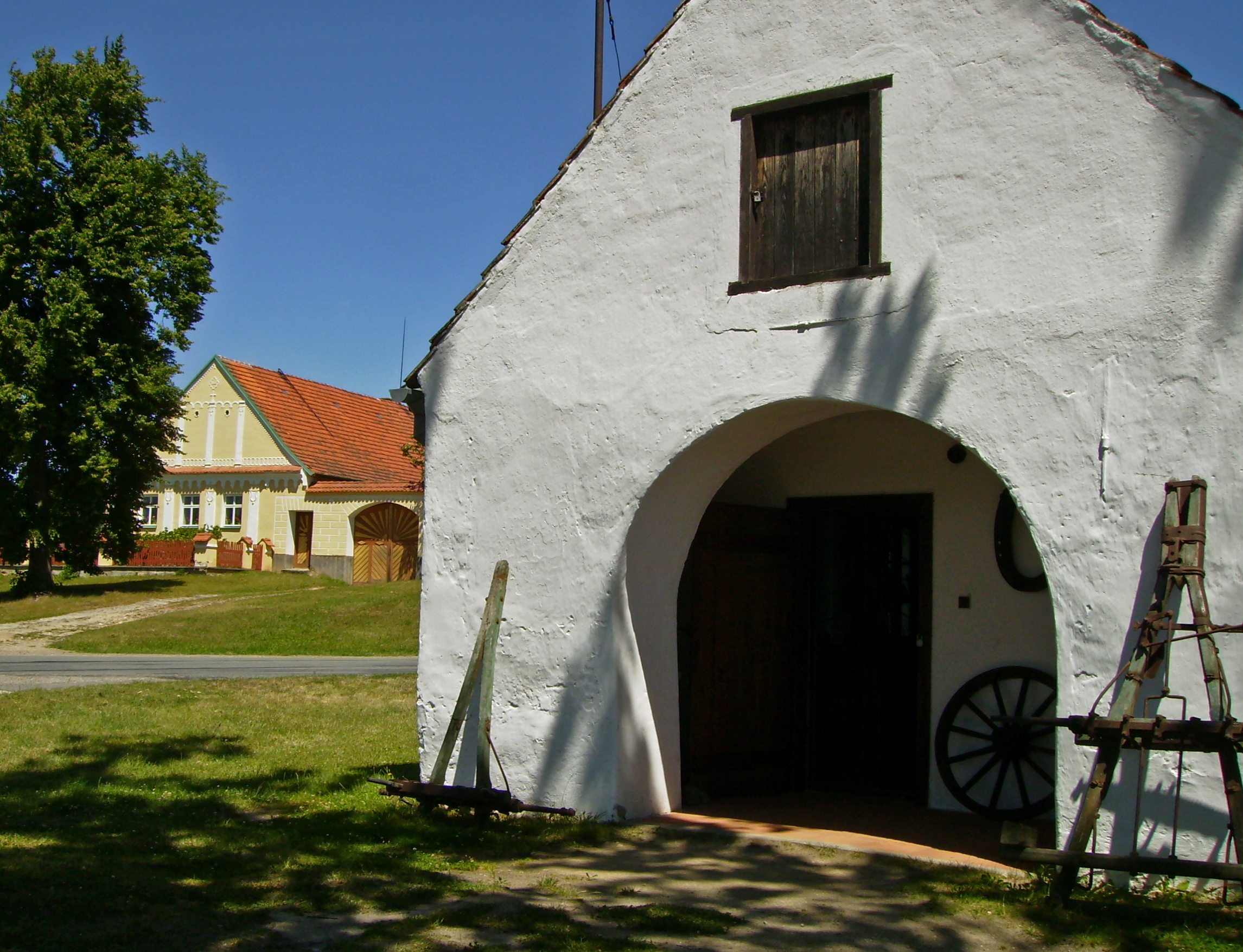
Kovárna (muzeum loutek a života na Soběslavských blatech)
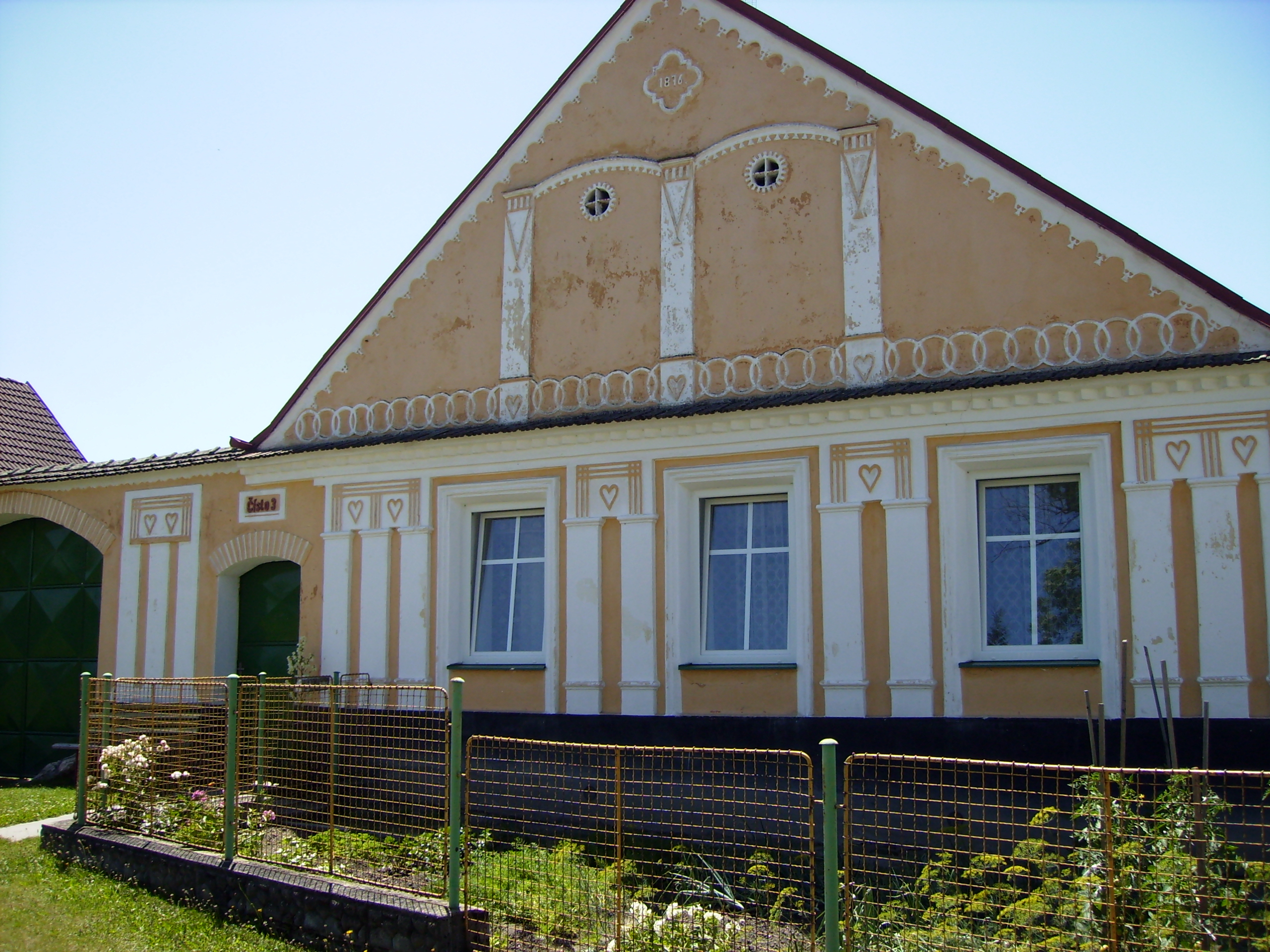
Detail výzdoby fasády s plastovými okny
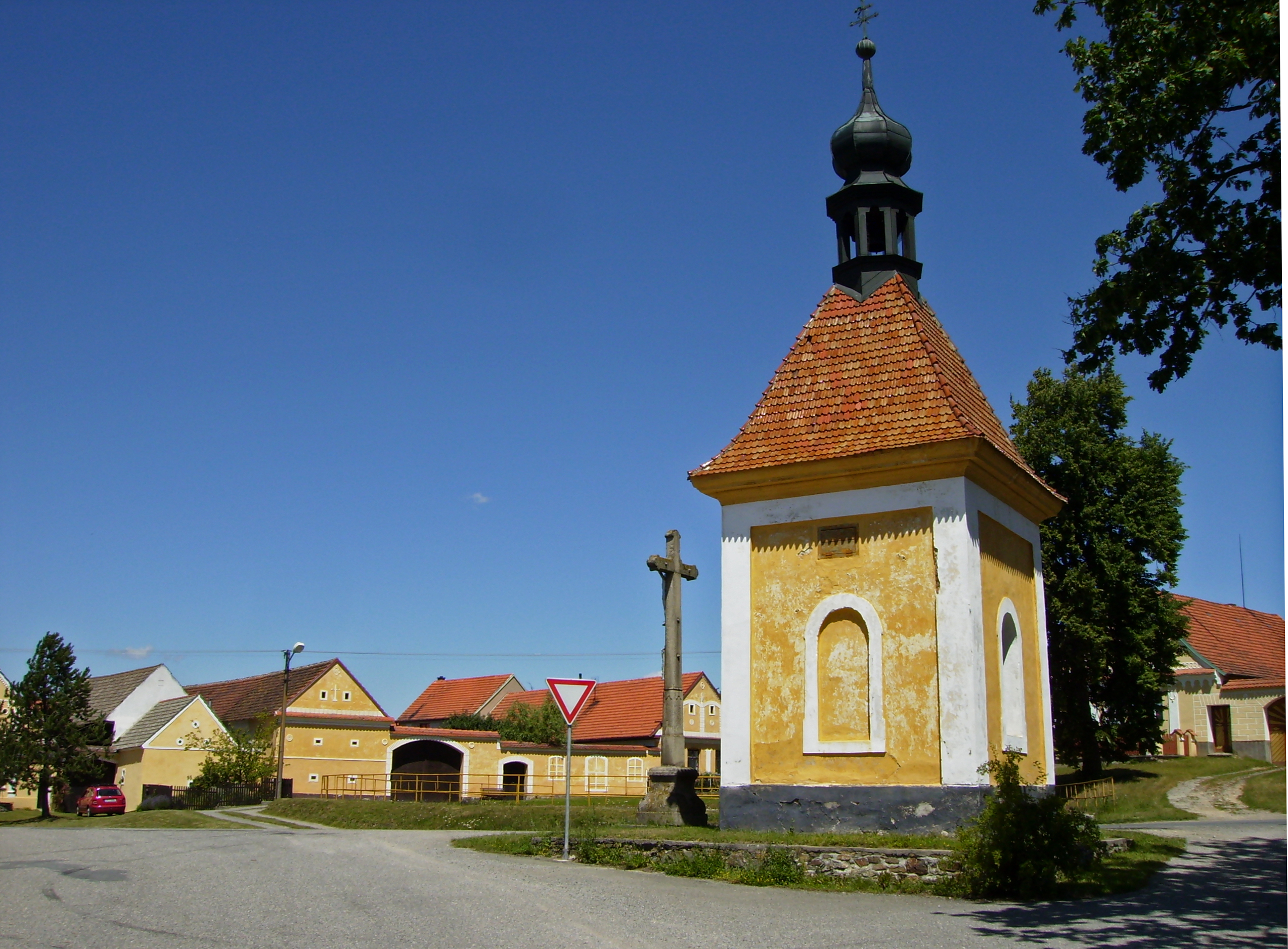
Kaplička s návsí
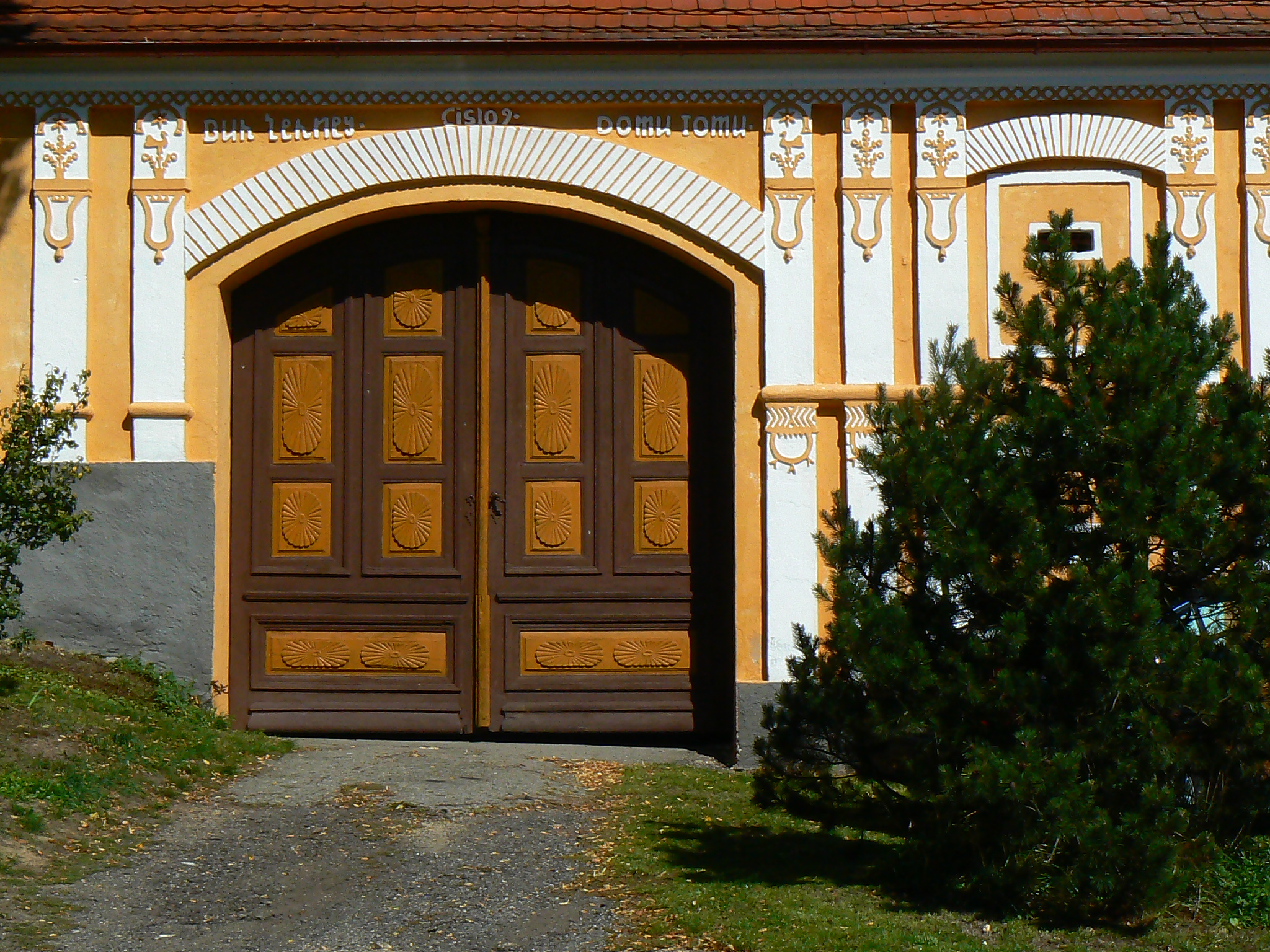
Vchod stavení čp. 9
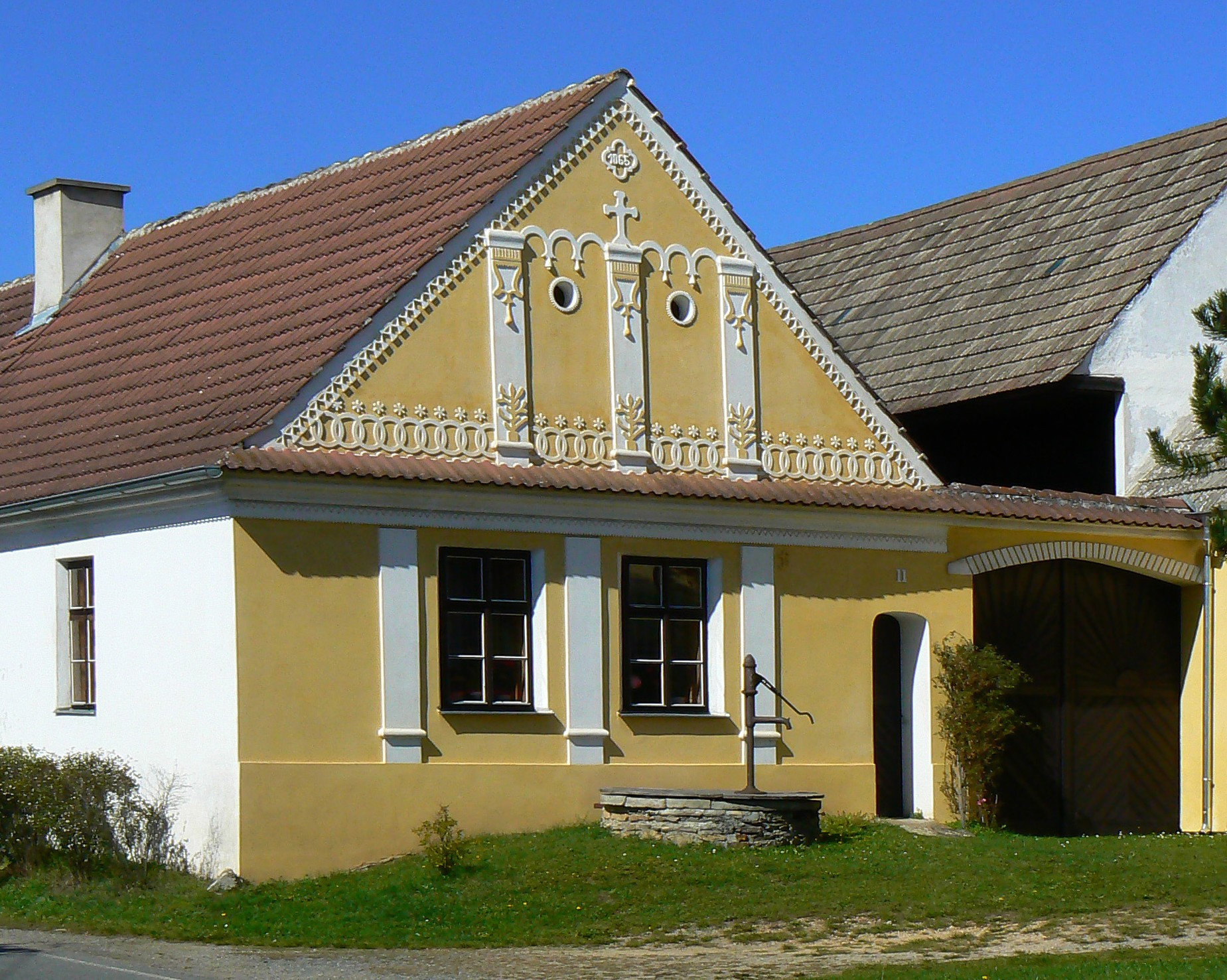
Stavení čp. 11